# ブイトゥーエス
株式会社ブイトゥーエス（ぶいとぅーえす）は、東京都中央区に本社を置く届出電気通信事業者（旧第二種電気通信事業者）である。

## 沿革
- 2006年10月 - ソフトバンク株式会社と事業協業の協議を開始[1]
- 2007年1月 - 企画会社を設立[1]
- 2007年8月3日 - 株式会社ブイトゥーエスを設立
- 2007年8月21日 - 東京都中央区新川へ本社を移転
- 2007年9月10日 - 電気通信事業者免許を取得
- 2007年9月28日 - 資本金2,000万円に増資
- 2007年10月 - ソフトバンクテレコム及びソフトバンクモバイルと代理店契約を締結
- 2008年3月10日 - 資本金6,750万円に増資
- 2008年4月1日 - 大阪出張所を開設
- 2008年5月1日 - 名古屋出張所を開設
- 2009年1月30日 - 資本金1億1,400万円に増資
- 2009年11月2日 - イノキ・ゲノム・フェデレーション株式会社と協業し、闘魂携帯を販売[3]

### 社名
- 社名のブイトゥーエスは、コーポレートアイデンティティの「Voice To Solution」の頭文字である。

### 代表者の略歴
- 錦織一裕

1965年3月15日、静岡県に生まれる。
三井物産株式会社へ入社、ADSL事業の買収計画、仙台でのISP事業に携わり、その後、関連会社ネクストコム株式会社（現三井情報株式会社）へ出向し、社長室長を務める。三井物産㈱退職後、シスコシステムズ合同会社を経て、2007年8月、株式会社ブイトゥーエスを設立する。

## 事業所
- 本社

東京都中央区新川1-4-8　フォーラム島田II 3階
- 名古屋出張所

愛知県名古屋市西区大野木2-18-1　東洋通信工業株式会社内
- 大阪出張所

大阪市北区堂島浜2-1-25　社団法人情報通信設備協会関西地方本部内

## 事業内容

### FMC及びMVNOサービス
- ソフトバンクテレコム及びソフトバンクモバイルの回線サービスを使用し、有線通信と移動体通信を組み合わせた通信サービス（FMC）及び仮想移動体通信サービス（MVNO）の企画、販売を行っている。㈱ブイトゥーエスの出資母体である社団法人情報通信設備協会の会員企業を代理店として販売体制を構築している。
- サービスメニュー

プレミアムオフィスライン
モバオフィ

### 販売代理事業
- 名古屋市中区に本社を置く情報通信、映像機器メーカー、株式会社レッツ・コーポレーションの代理店として製品の販売を行っている。
- 取扱製品

緊急地震速報機器：減災スーパーくん
通話録音装置：パーソナル番録 Voice REC Pad

### 闘魂携帯
- イノキ・ゲノム・フェデレーション㈱、ソフトバンクモバイル㈱と協業し、アントニオ猪木のデビュー50周年を記念した猪木モデルのソフトバンクモバイル携帯電話「闘魂携帯」（型番：740SC（サムソン製）、832SH（シャープ製））を製品化し、2009年11月3日から限定2,000台で販売をした。[3]

## 資格・許可
- 届出電気通信事業者（旧第二種電気通信事業者）免許　（登録番号：A-19-4960V）

## 加盟団体
- 社団法人情報通信設備協会